# Monsummanogrottan

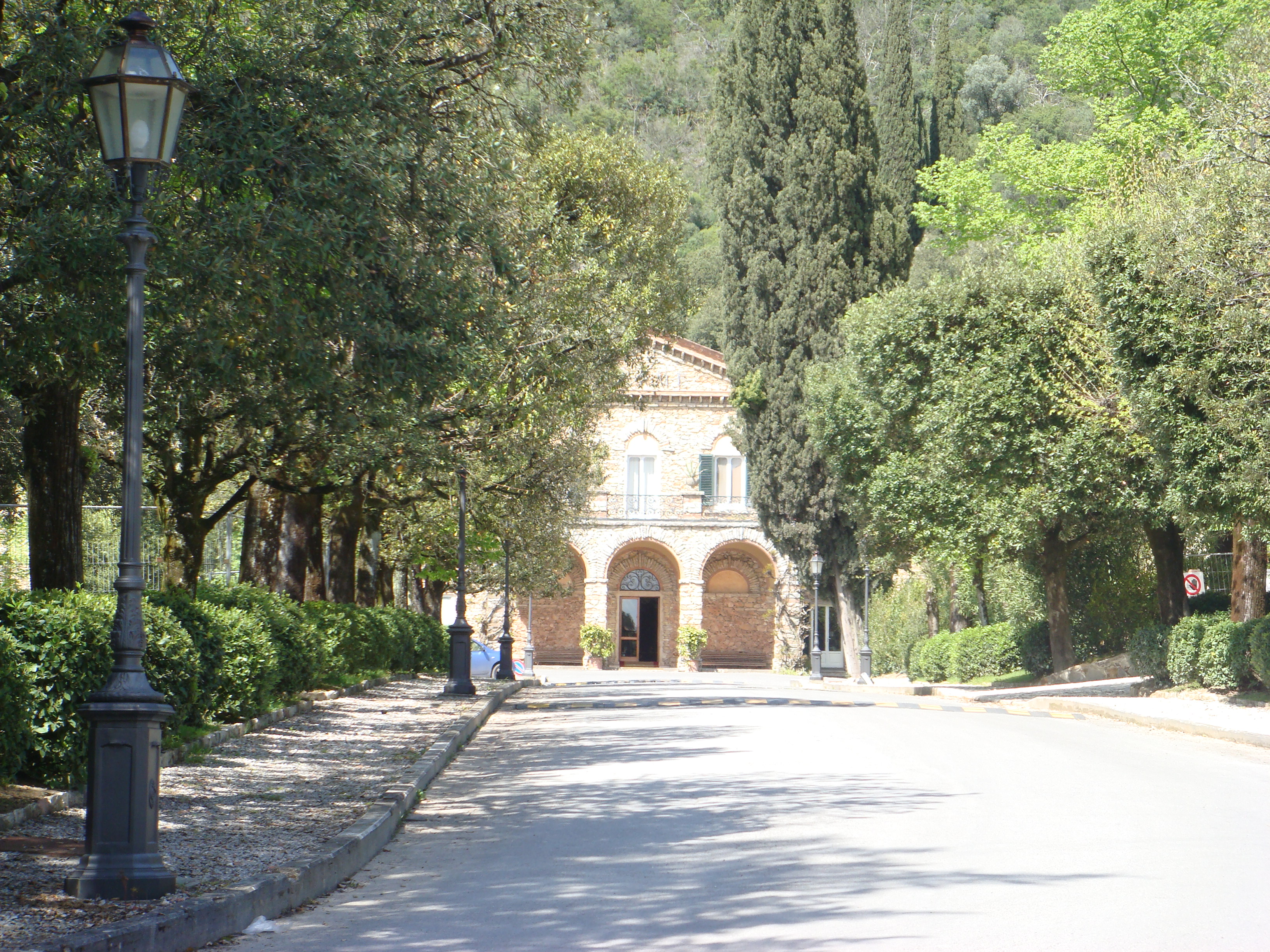
Entréhus till grottan

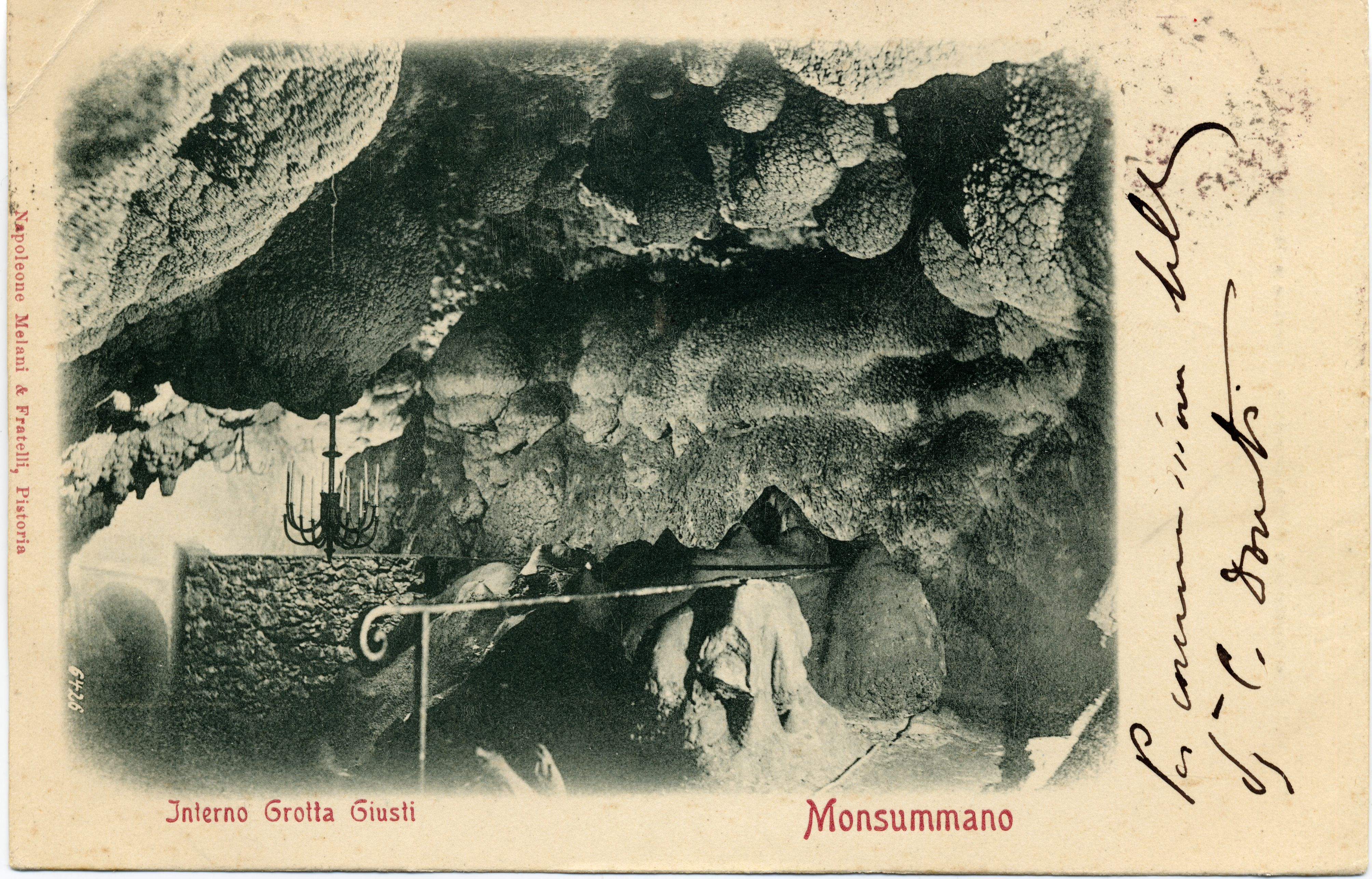
Det inre av grottan i slutet av 1800-talet

Monsummanogrottan. eller Grotta Giusti, är en droppstensgrotta sydost om staden Monsummano Terme i Toscana i Italien. Den är 248 meter lång och omkring 12 meter bred. Grottan har vattensamlingar av mineralrikt vatten med olika temperatur, och har sedan mitten av 1800-talet används för kurbad.  
Grottan har sitt namn efter poeten Giuseppe Giustis släkt. Fadern Domenico Giusti drev ett kalkbrott på orten, och grottan upptäcktes av en slump våren 1849 av några av hans anställda. Familjen blev därmed den första ägaren av grottan.
Grottan utnyttjades för kurbad och blev snart berömd för ångbadens helande dygder. Giusti byggde 1853 en liten anläggning, bestående av en entrébyggnad med fyra små rum för tepidariumbruk, som användes av läkarna efter att ha patienterna genomfört ångbad i grottan.  
På 1960-talet utvidgades anläggningen med en loggia och terrass. Giuseppe Giustis syster Ildegarde Nencini-Giusti ärvde anläggningen 1861. Från 1873 byggdes ett hotell med statyer av Domenico Giusti och Giuseppe Giusti på framsidan. 

## Bildgalleri

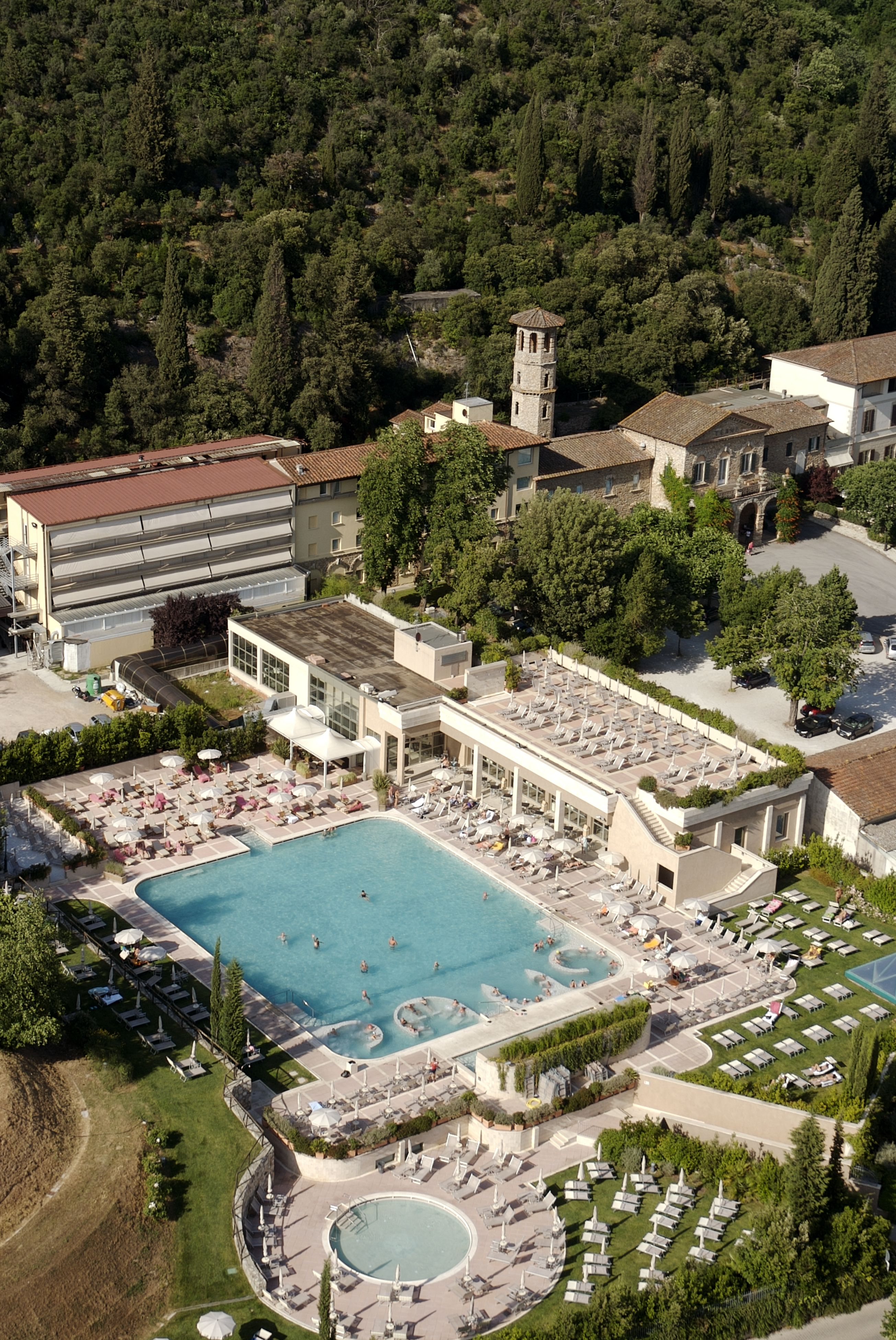
Kurbadet utanför grottan använder grottans mineralrika vatten
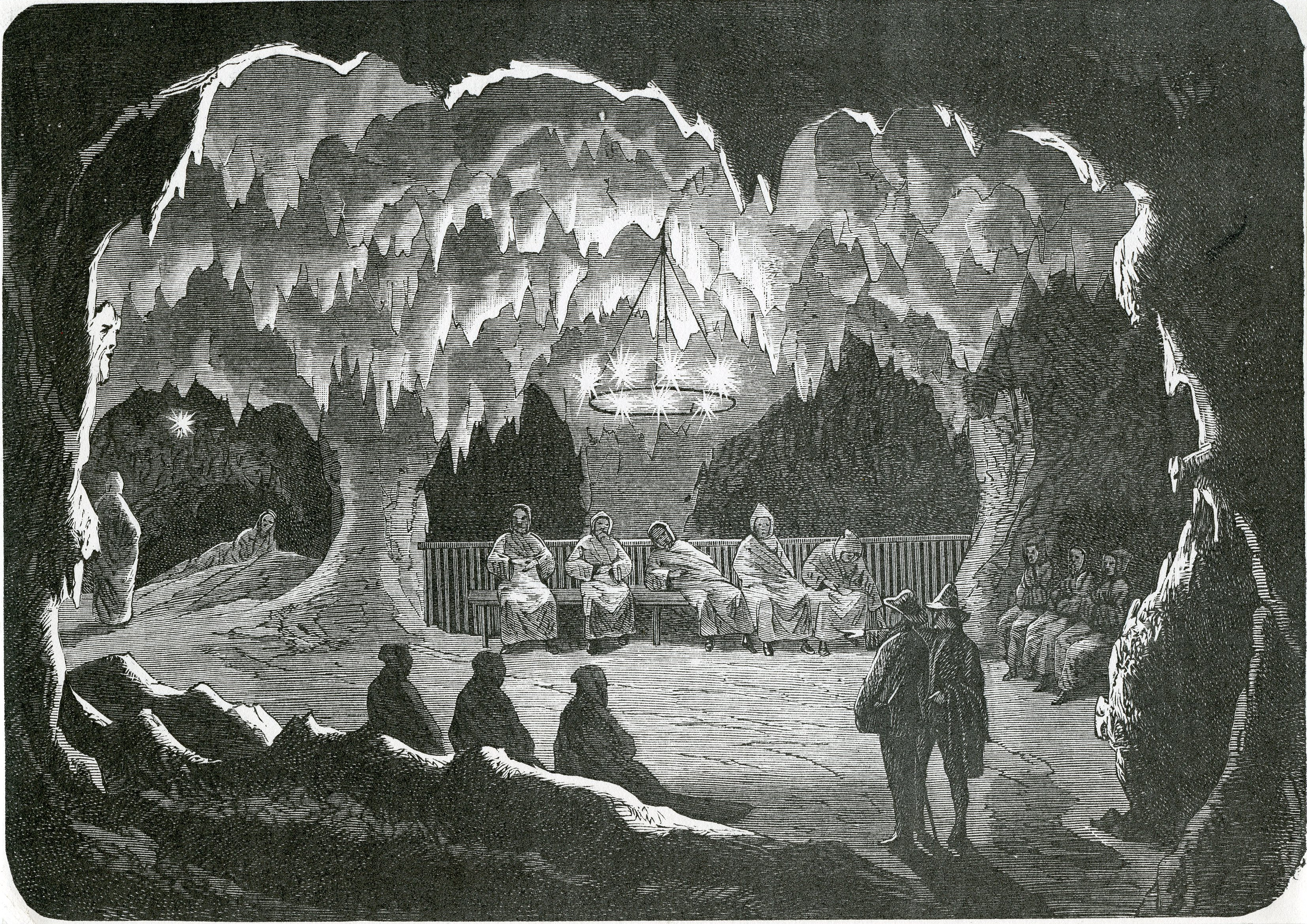
Teckning av badande i grottan, 1873